# Estación Central (metro de Santiago)
Estación Central är en tunnelbanestation i tunnelbanesystemet Metro de Santiago i Santiago, Chile. Stationen ligger på Linje 1 (Línea 1). Den nästföljande stationen i riktning mot Escuela Militar är Union Latínoamericana och i riktning mot San Pablo är det Universidad de Santiago. Stationen ligger under korsningen mellan Alameda del Libertador Bernardo O'Higgins och Avenida Matucana i kommunen Estación Central.